# Hemirhamphodon
Hemirhamphodon – rodzaj ryb z rodziny Zenarchopteridae.

## Klasyfikacja
Gatunki zaliczane do tego rodzaju:
- Hemirhamphodon chrysopunctatus
- Hemirhamphodon kapuasensis
- Hemirhamphodon kuekenthali
- Hemirhamphodon phaiosoma
- Hemirhamphodon pogonognathus – półdziobek smukły[3]
- Hemirhamphodon tengah